# Tétras fuligineux
Dendragapus fuliginosus
Espèce
Répartition géographique
Statut de conservation UICN

 LC  : Préoccupation mineure
Le Tétras fuligineux (Dendragapus fuliginosus) est une des deux espèces du genre Dendragapus. Elle est encore considérée par certains auteurs comme une sous-espèce du tétras sombre (Dendragapus obscurus), c'est pour cela que le statut UICN (et wikispecies) renvoie à cette dernière espèce.

## Nourriture
Ces oiseaux se nourrissent sur le sol ou dans les arbres en hiver. En hiver, ils mangent principalement des aiguilles de sapin et de pin Douglas, parfois aussi de pruche et de pin ; En été, d'autres plantes vertes (Pteridium, Salix), baies (Gaultheria, Mahonia, Rubus, Vaccinium) et insectes (fourmis, coléoptères, sauterelles) sont plus importantes. En hiver, ils sont capables de survivre seuls aux aiguilles de sapin. Au printemps, il apprécie un régime de baies, feuilles et de fleurs. Les poussins dépendent presque entièrement de la nourriture des insectes pendant leurs dix premiers jours.

## Sous-espèces
- Dendragapus fuliginosus fuliginosus (Ridgway, 1874) — sud-est de l'Alaska
- Dendragapus fuliginosus sitkensis Swarth, 1921 — du Yukon au nord-ouest de la Californie
- Dendragapus fuliginosus sierrae Chapman, 1904 — de l'État de Washington au centre-nord de la Californie et du Nevada
- Dendragapus fuliginosus howardi Dickey & van Rossem, 1923 — centre de la Californie

## Galerie

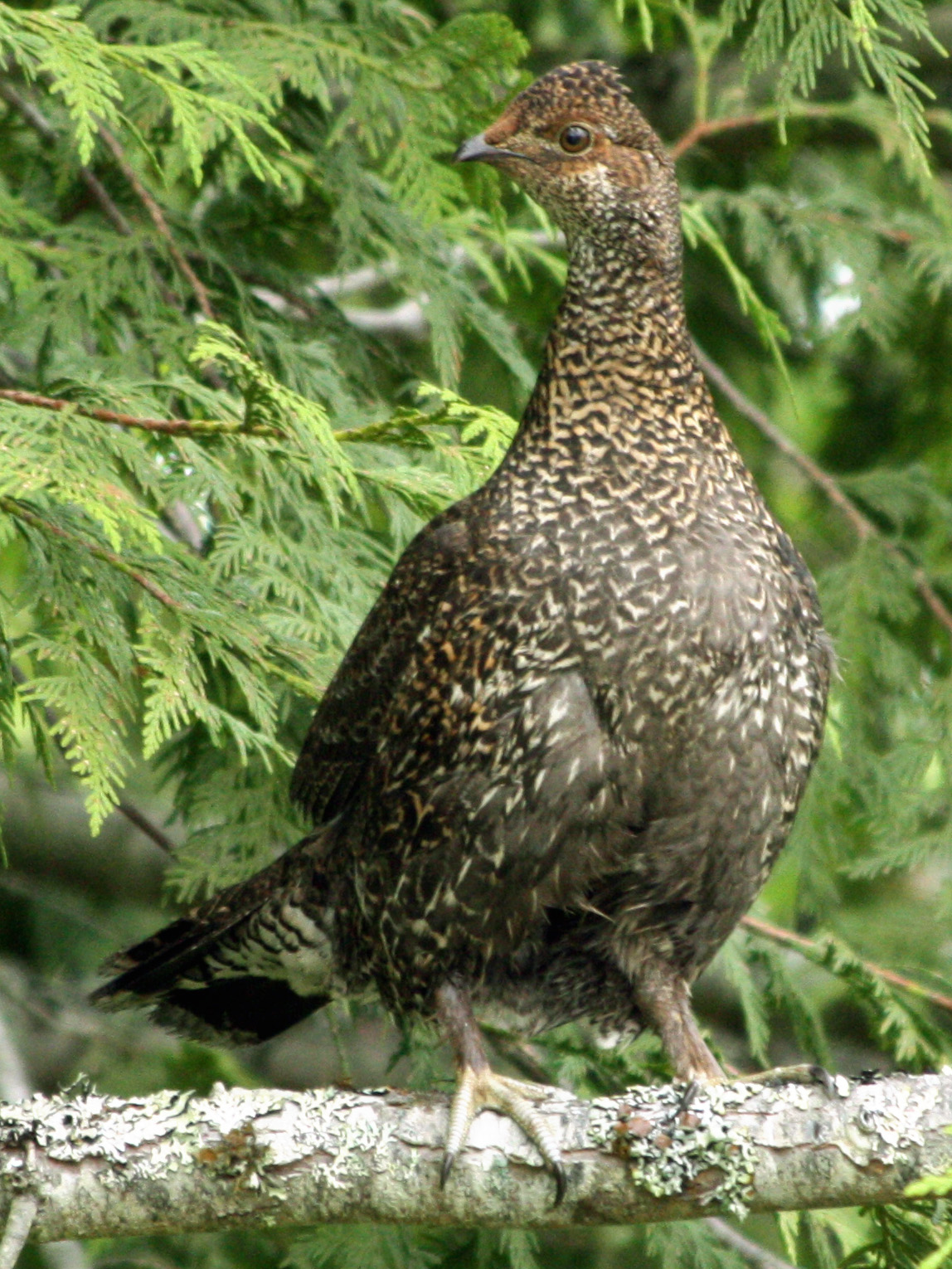
♀
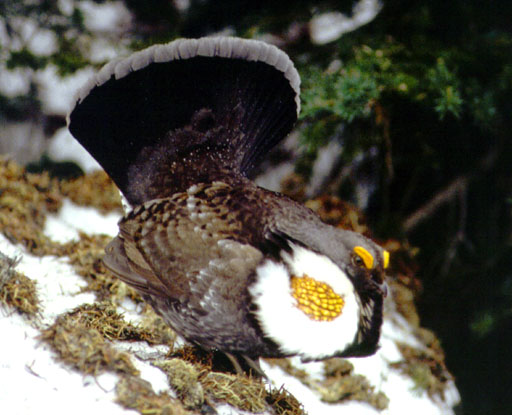
un mâle, paradant